# Jim Lowe
Jim Lowe (Springfield, 7 mei 1923 - East Hampton (New York), 12 december 2016) was een Amerikaanse diskjockey en popzanger.

## Carrière
Lowe werkte na zijn studie aan de University of Missouri-Columbia, vanaf 1948 vervolgens in Indianapolis, daarna in Chicago als diskjockey. Hij kreeg een contract als zanger bij Mercury Records en schreef country- en westernsongs, die hij zelf opnam. Een van deze songs was Gambler's Guitar, die hij zelf in mei 1953 publiceerde als single. Zijn labelcollega Rusty Draper coverde Gambler's Guitar en bracht de song in dezelfde maand op hetzelfde label als single op de markt. Drapers versie bereikte de 6e plaats in de countryhitlijst en kwam ook binnen in de pophitlijst. Er werden meer dan een miljoen exemplaren van verkocht, terwijl Lowe's versie genoegen moest nemen met een 26e plaats. In Duitsland werd de song vier jaar later ook een miljoenenhit als Der lachende Vagabund van Fred Bertelmann met een verkoop van 300.000 exemplaren. De Belgische zanger Bobbejaan Schoepen bracht, eveneens in 1958, een versie in het Nederlands met De lachende vagebond in de hitparade.
Lowe verhuisde korte tijd na zijn eerste succes van Gambler's Guitar naar New York, waar hij een job als diskjockey bij een andere zender had gekregen. In 1955 wisselde hij naar Dot Records, waar hij de noveltysong Close the Door (They're Coming in the Windows) publiceerde, die ook binnenkwam in de pophitlijst. Vanaf 1955 nam hij toenemend rock-'n-roll-songs op en zijn volgende single was een coverversie van Maybelline van Chuck Berry, die zich echter niet in de pophitlijst plaatste, maar wel in de rhythm-and-blues-hitlijst van Billboard. Er volgden verdere covers van Blue Suede Shoes (1956) van Carl Perkins en Roc-a-Chicka (1957) van Warner Mack.
In 1956 nam hij de novelty-song The Green Door op van componist Bob Davie en tekstschrijver Marvin Moore. Davie (op de piano) en zijn band namen de muziek op, The High Fives leverden de achtergrondzang. In november veroverde de song de koppositie in de Billboard Hot 100. Er werden meer dan 2.500.000 exemplaren van de single verkocht. Ook in het Verenigd Koninkrijk kwam de single in de top 10, maar het grootste succes had hier een coverversie van Frankie Vaughan met een 2e plaats. Pas in 1981 kwam de song ook in het Verenigd Koninkrijk op de toppositie met een nieuwe opname van Shakin' Stevens.
Lowe had een verdere hit in de top 20 met Talkin' to the Blues en publiceerde twee albums bij Dot Records. Vanaf het eind van de jaren 1950 concentreerde hij zich meer op zijn radiocarrière. In 1962 presenteerde hij op zaterdagavond de show Monitor bij NBC Radio. In het daaropvolgende jaar vervoegde hij zich bij WNEW-AM, waar hij gastheer was van de programma's Milkman's Matinee en Jim Lowe's New York. In deze show stelde hij quizvragen, die hem de bijnaam King of Trivia opleverden.
Van 1969 tot 1973 was hij opnieuw met Monitor bij NBC, vervolgens ging hij weer terug naar WNEW-AM, waar hij in 1982 programmadirecteur werd. Tijdens deze periode wijzigde de zender het programma van Adult contemporary tot een doorgaand repertoire van bigband-sound, popstandards en jazz. In 1992 werd WNEW-AM verkocht aan Bloomberg L.P. en het muziekprogramma werd stopgezet. Van 1996 tot 1999 was Lowe bij de zender WVNJ in Oakland, om vervolgens weer uit New York voor verschillende kabel-radiozenders zijn shows Jim Lowe and Company en Jim Lowe and Friends te presenteren. Hij telde als expert voor de popmuziek van de jaren 1940 en 1950. In 2004 trok hij zich terug uit de muziekbusiness.

## Overlijden
Jim Lowe overleed in december 2016 op 93-jarige leeftijd.

## Discografie

### Singles
- 1953: Gambler's Guitar / The Martins And The Coys
- 1954: Pretty Fickle Darlin' / Go And Leave Me
- 1954: River Boat / Goodbye Little Sweetheart
- 1955: Maybellene / René La Rue
- 1955: St James Avenue / John Jacob Jingleheimer Smith
- 1955: Close The Door / Nuevo Laredo
- 1956: I Feel The Beat / By You, By You, By You
- 1956: The Green Door / (The Story Of) The Little Man In Chinatown
- 1956: Blue Suede Shoes / (Love Is) The $64,000 Question
- 1957: Rock-A-Chicka / The Bright Light
- 1957: Four Walls / Talkin' To The Blues

### Albums
- 1957:	Songs They Sing Behind The Green Door
- 1957:	The Door Of Fame
- 1958:	Wicked Woman

- Biblioteca Nacional de España: XX1570793
- Gemeinsame Normdatei: 134448669
- International Standard Name Identifier: 0000 0000 5609 7754
- Library of Congress Control Number: no2010193716
- MusicBrainz: 795a680a-7409-46fb-a4fb-85168a29318c
- Nationale Bibliotheek van Tsjechië: xx0201556
- Virtual International Authority File: 79627322
- WorldCat: E39PBJckPMjFhjGXKMqV4y8XBP